# Xenia (эмулятор)
Xenia — бесплатный эмулятор с открытым исходным кодом для Microsoft Windows, позволяющий играть в консольные игры Xbox 360 на персональном компьютере. По состоянию на январь 2023 года эмулятор способен воспроизводить на полной скорости около 297 игр, а также запускать (с различным уровнем совместимости) ещё 973.

## Разработка
В марте 2014 года Бен Ваник, автор эмулятора, выпустил Proof of concept видео, показывающее, что эмулятор способен воспроизводить Frogger 2, из Xbox Live Arcade, игры 2008 года. Для эмулятора это была первая запущенная коммерческая игра. Разработка эмулятора шла медленными темпами, поскольку мартовское видео 2014 года о Frogger 2 стало результатом четырехлетней работы разработчиков. Видео показало, что игра эмулируется с низкой частотой кадров, приписываемой автором программе, использующей интерпретатор отладки для эмуляции, ожидая, что по мере развития скорость будет повышена до более воспроизводимого уровня. Новое видео, выпущенное в марте 2015 года, показало игру под названием A-Train HX (в которой представлена 3D-графика), работающую на полной скорости уже через год после прошлого видео о Frogger 2.
В дополнение к увеличению скорости Ваник ожидает, что в будущем эмулятор будет поддерживать воспроизведение других игр. Автор отметил, что целью проекта Xenia является распространение исследовательской информации по эмуляции современных устройств и операционных систем.
Рендер Direct3D 12 был добавлен в эмулятор 18 июля 2018 года и заметно превзошёл по точности основной вариант на Vulkan, что позволило продемонстрировать 26 сентября того же года Sonic Unleashed в качестве воспроизводимой игры, вскоре после исправления некоторых графических проблем, возникших на GPU AMD. Этот рендер имеет более высокие требования для работы эмулятора и использует больше мощности графического процессора, чем вариант на Vulkan.

## Системные требования
Для запуска эмулятора должен быть выполнен набор минимальных требований. По состоянию на 20 декабря 2018 года пользователи должны работать под управлением 64-разрядной версии Windows 7 или более поздней версии. Требуется совместимый графический процессор Vulkan или D3D12 и 64-разрядный процессор, поддерживающий AVX или AVX2.

## Дополнительные ссылки
- xenia.jp — официальный сайт Xenia
- Проект Xenia (эмулятор) на сайте GitHub
- List of Vulkan compatible GPUs